# West Autobahn
Die West Autobahn A1 (häufig Westautobahn oder verkürzt (die) West) ist die erste in Österreich gebaute Autobahn. Sie führt von Wien über St. Pölten und Linz zum Walserberg bei Salzburg, wo sie in die deutsche Bundesautobahn 8 übergeht. Mit einer Gesamtlänge von 292,4 km ist sie nach der Süd Autobahn A2 die zweitlängste österreichische Autobahn. Teile der A1 bilden Teile der Europastraßen E52, E55 (jeweils nur einige Kilometer) und E60 (mehr als 200 km). Darüber hinaus schneiden auch die Europastraßen E56, E57 und E552 die West Autobahn.
Planungen erfolgten bereits vor der Zeit des Nationalsozialismus in Österreich. Der erste schon während des Zweiten Weltkriegs im Rahmen der Reichsautobahn gebaute Abschnitt reicht von der deutschen Grenze bis Salzburg-Mitte. Der letzte Bauabschnitt befindet sich im Wienerwald zwischen Pressbaum und Wien und wurde 1966 eröffnet. Am 12. Mai 1967 folgte der Lückenschluss zwischen Amstetten-West und Amstetten-Ost. (s. Tabelle)
Die West Autobahn bildet zwischen Wien und dem Knoten Steinhäusl in Verbindung mit anderen Autobahnen und Schnellstraßen einen Teil des sogenannten Regionenrings um Wien.

## Geschichte

### Ausgangslage
Die wichtige Verkehrsrelation zwischen Salzburg und Wien, die lange Zeit durch die römische Reichsstraße südlich des Limes abgedeckt wurde, später als k.k. Reichsstraße und ab 1921 als Bundesstraße geführt wurde, orientierte sich oftmals an lokalen Verkehrsbedürfnissen und verlief durch viele Ortskerne, weshalb ein Neukonzeption nahe lag.

### Erste Teilausführung mittels Zwangsarbeit
1937 erkundeten als Touristen getarnte nationalsozialistische Techniker das Gebiet um bald nach der Annexion Österreichs durch das Deutsche Reich (März 1938) eine Autobahn von Bayern nach Wien zu ziehen.

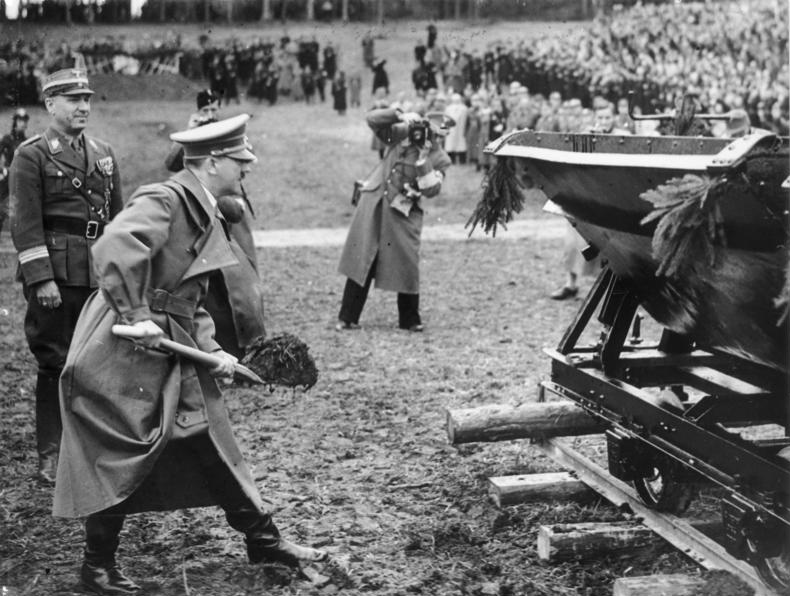
Hitler beim Spatenstich am Walserberg mit Schaufel vor einer mit Reisig geschmückten Feldbahnlore

Am 7. April 1938 wurde im Beisein von Adolf Hitler bei Salzburg mit dem Bau begonnen.
Bis zum Sommer 1938 waren von der geplanten 150 km langen Strecke 60 km in Bau. Am 13. September wurden bei Salzburg die ersten zwei Teilstücke der Ostmark eröffnet. Im Jahr 1942 wurde der Autobahnbau bei einer fertiggestellten Gesamtlänge von 16,8 Kilometern eingestellt.
Von 1938 bis 1942 wurden erst polnische und dann auch sowjetische Frauen und Männer als Zwangsarbeiter eingesetzt. Von den Frauen geborene Kinder wurden ihnen nach der Entbindung geraubt und in „fremdvölkische Anstalten eingeliefert, in denen die meisten verhungerten oder an Mangelkrankheiten verstarben. Diejenigen, die aufgrund ihres Aussehens (blond, blauäugig) von Pflegefamilien aufgenommen wurden, suchten in den Jahrzehnten nach der Befreiung, fast immer vergeblich, nach ihren leiblichen Müttern.“

### Nachkriegsumsetzung
Im Nachkriegsösterreich dachte man zwar in der amerikanischen Besatzungszone an den Weiterbau der Autobahn, dies wurde aber durch die sowjetischen Besatzer verhindert, so dass ein Weiterbau erst nach dem Staatsvertrag von 1955 möglich war.
Bei der Wiederaufnahme der Bautätigkeit in den 1950er Jahren wurde teilweise die Trassenführung verändert. So wurde z. B. nicht im Bereich zwischen der Raststelle Mondsee und St. Georgen im Attergau hoch oberhalb des Attersee-Westufers, wie in der Reichsplanung vorgesehen, sondern aus geologischen Gründen, die heutige, westlicher gelegene Trasse durch das Tal der Wangauer Ache und des Ruetzingbachs über die Gemeinde Oberwang gewählt. Bereits errichtete Vorarbeiten wurden funktionslos und stehen heute teilweise noch, so wie Betonbögen und Durchlässe abseits der gegenwärtigen Trasse der A1 an der Gemeindestraße Oberaschau bei der Gemeindegrenze zwischen Oberwang und Innerschwand zu sehen. Eine Infotafel der Asfinag an den Ruinen weist auf diese geschichtlichen Hintergründe hin.
Bis in die 1960er Jahre bestand eine Baulücke in Oberösterreich zwischen Lambach und Vöcklabruck und eine weitere über Strengberg an der Grenze Ober-/Niederösterreich. Diese waren bereits geschlossen, als 1966 als zeitlich vorletztes Stück die räumlich ersten Kilometer zwischen Pressbaum und der Wiener Westeinfahrt in Auhof eröffnet wurden.
Im Jahr 1966 wurde im Zuge des sogenannten Bauskandals unter dem Bautenminister Vinzenz Kotzina Preisabsprachen, Amtsmissbrauch und Beamtenbestechung aufgedeckt. Dies geschah infolge einer notwendigen Sperre der Autobahn im Februar 1966 über Strengberg infolge von Fahrbahnsenkungen und mangelhafter Bauausführung.

### Ausbau
Nachdem die A 1 die wichtigste West-Ost-Verbindung im österreichischen Straßennetz darstellt, wurden laufend Teilstücke von der Asfinag auf sechs Fahrspuren erweitert. Ziel war ein sechsstreifiger Ausbau zwischen dem Knoten Steinhäusl und dem Knoten Voralpenkreuz. Mit Abschluss der Arbeiten an der Sanierung und Verbreiterung des Abschnitts von Matzleinsdorf (Kilometer 85,9) bis Pöchlarn (km 91,0) wurde dieses Projekt Ende April 2018 abgeschlossen.
Am 7. Oktober 2005 wurde das ausgebaute Teilstück der A 1 zwischen dem Knoten Voralpenkreuz und dem Knoten Haid für den Verkehr freigegeben. Der 20 Kilometer lange Abschnitt wurde innerhalb von nur 23 Monaten auf sechs Fahrspuren plus Pannenstreifen ausgebaut. Diese kurze Bauzeit war nur deshalb möglich, weil im ersten Teil des Ausbaus, als die Richtungsfahrbahn Salzburg ausgebaut wurde, der Verkehr in Richtung Wien zwischen dem Knoten Voralpenkreuz und dem Knoten Haid über die Innkreis Autobahn A 8, den Knoten Wels und die Welser Autobahn A 25 umgeleitet wurde. Im zweiten Ausbauschritt war eine Umleitung nicht mehr nötig, und der Verkehr wurde auf der zuvor ausgebauten Fahrbahn geführt. Dabei wurde auch eine Mitteltrennung errichtet. Erstmals wurde die Geschwindigkeit einer Autobahnbaustelle nicht auf 80 km/h beschränkt, sondern auf 100 km/h. Diese Begrenzung wurde mittels Abschnittskontrollen überwacht. Es gab keine schweren Unfälle während der Bauzeit und die Beschränkung wurde von einer Mehrzahl der Verkehrsteilnehmer eingehalten. Die Traunbrücke bei Kilometer 216 wurde zwischen 2010 und Oktober 2012 neu gebaut. Zwischen 2011 und 2012 wurde die Strecke zwischen Amstetten-Ost und Ybbs sechsstreifig ausgebaut, zwischen 2013 und 2014 wurde dann die Richtungsfahrbahn Wien zwischen Ybbs und Pöchlarn auf drei Fahrspuren erweitert.

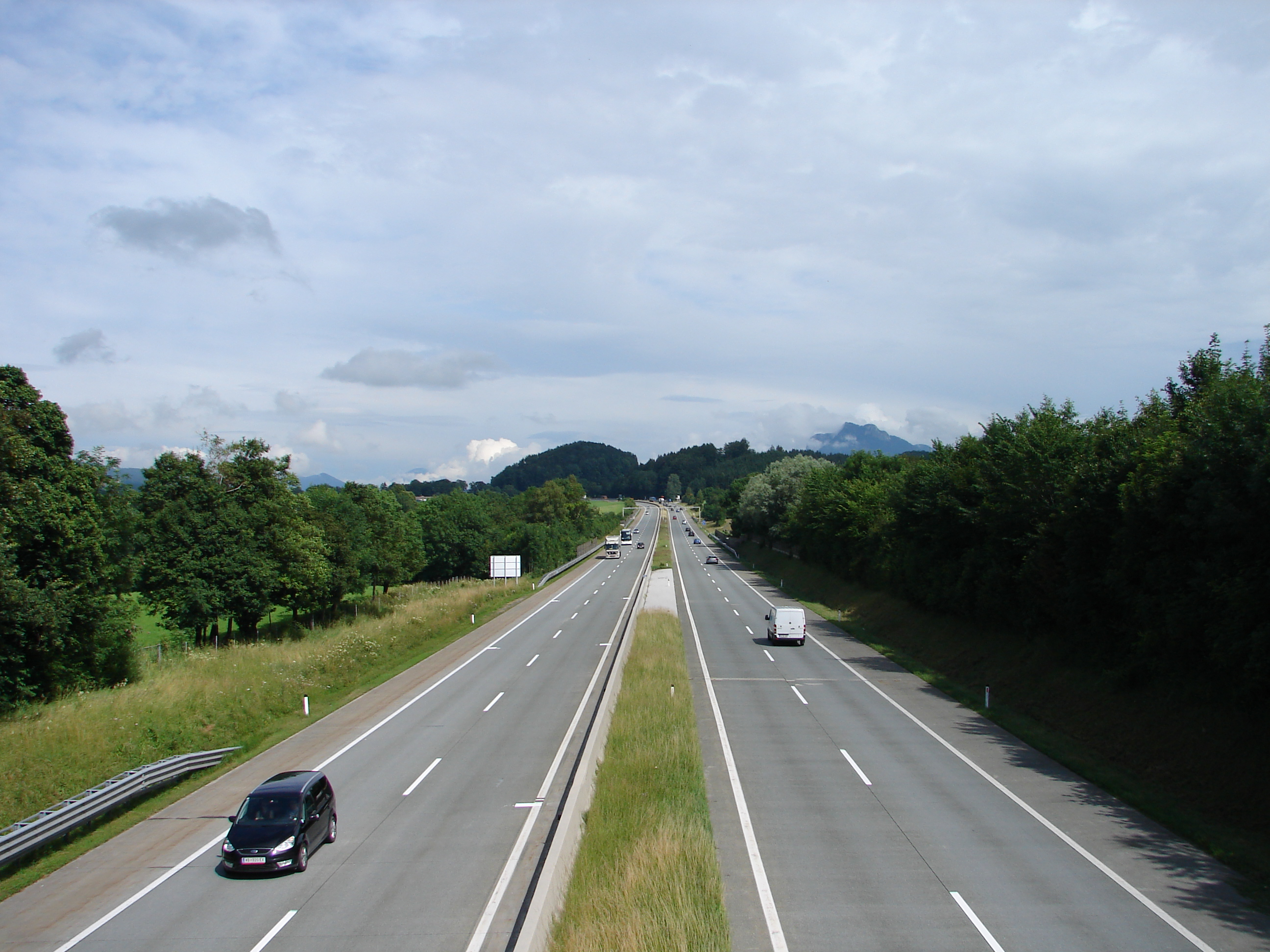
Die A 1 bei Eugendorf
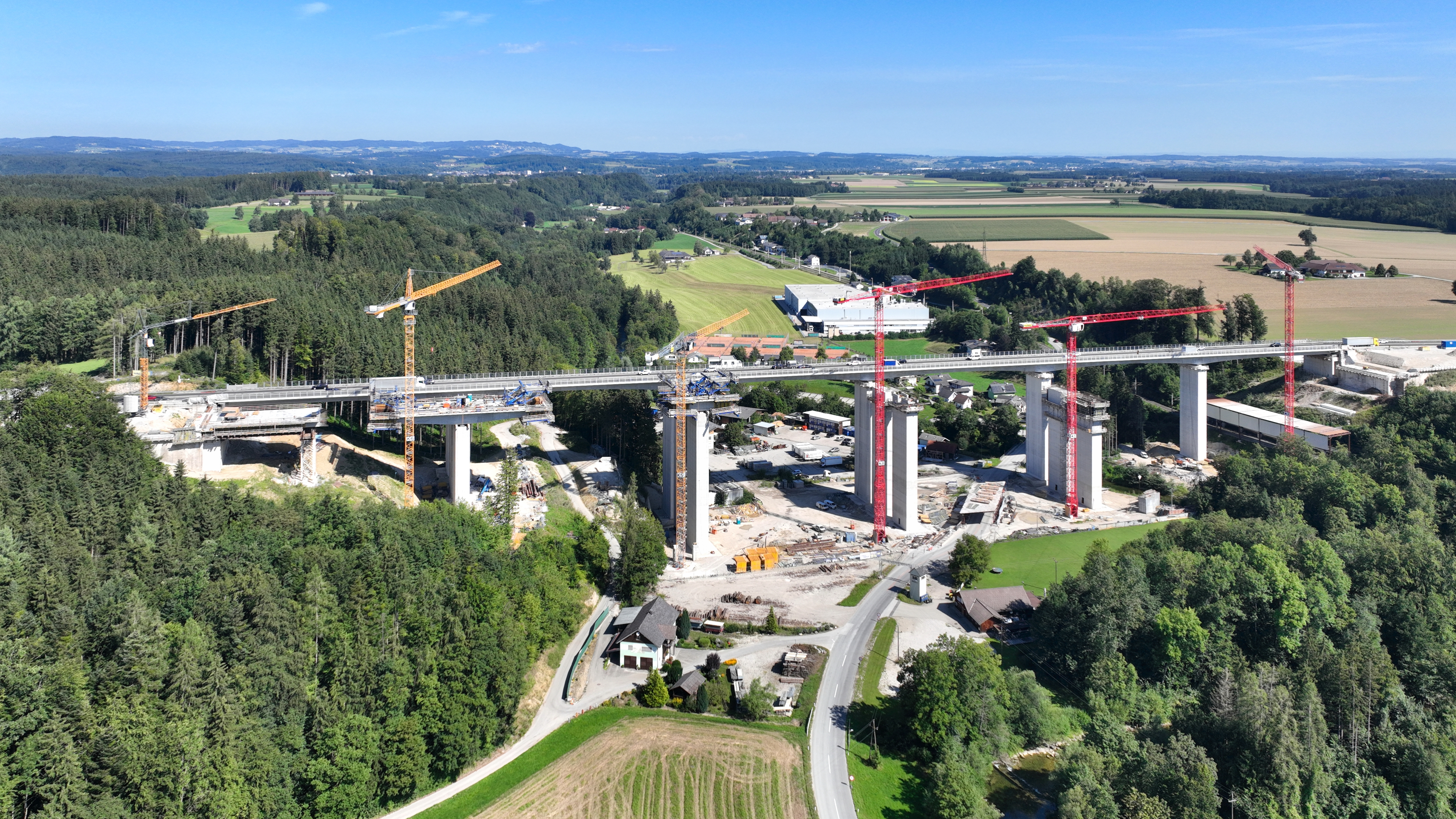
Neubau der Aurachbrücke (2024) - mit 48 m höchste Brücke der A1
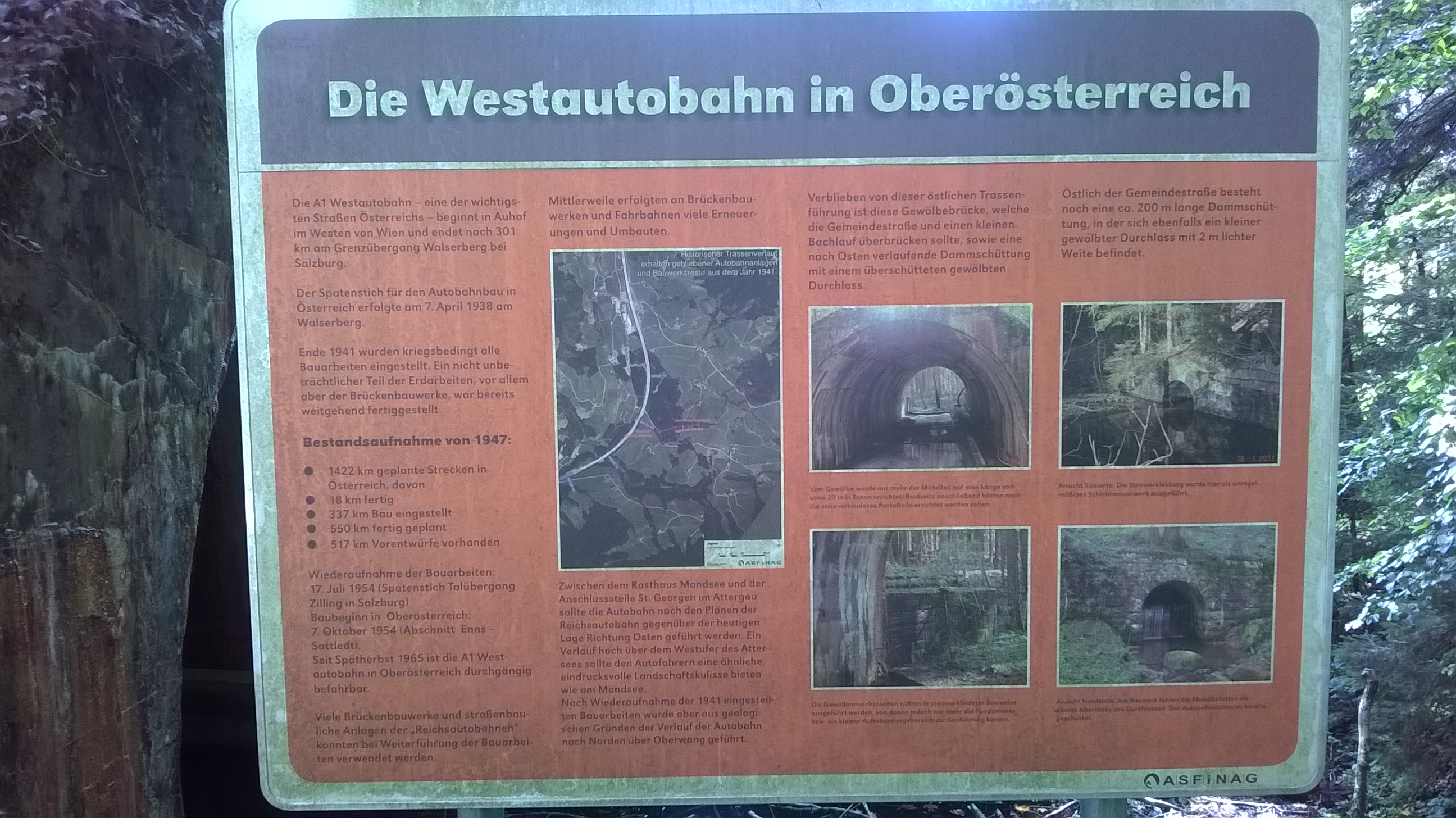
Infotafel der Asfinag

### Streckenfreigaben
| Teilstück Nr. | Freigabedatum | Strecke von ASt | bis ASt                 | Länge in km | Bemerkung                |
| ------------- | ------------- | --------------- | ----------------------- | ----------- | ------------------------ |
| 01            | 1942          | Salzburg Nord   | Staatsgrenze Walserberg | 12,533      |                          |
| 02            | 26. Apr. 1958 | Mondsee         | Salzburg-Nord           | 23,890      |                          |
| 03            | 3. Dez. 1958  | Ennsdorf        | Sattledt                | 43,233      |                          |
| 04            | 3. Dez. 1958  | St. Christophen | Pöchlarn                | 49,797      |                          |
| 05            | 26. Aug. 1960 | Sattledt        | Vorchdorf               | 12,430      |                          |
| 06            | 7. Okt. 1961  | Vorchdorf       | Regau                   | 16,467      |                          |
| 07            | 16. Dez. 1961 | Pressbaum       | St. Christophen         | 18,019      |                          |
| 08            | 16. Dez. 1961 | Pöchlarn        | Amstetten-Ost           | 18,126      |                          |
| 09            | 15. Juni 1963 | Regau           | Seewalchen              | 10,769      | rechte Richtungsfahrbahn |
| 10            | 31. Juli 1963 | Seewalchen      | Straß                   | 13,400      | rechte Richtungsfahrbahn |
| 11            | 7. Aug. 1963  | Straß           | Traschwand              | 02,500      | rechte Richtungsfahrbahn |
| 12            | 26. Okt. 1963 | Traschwand      | Mondsee                 | 14,195      | rechte Richtungsfahrbahn |
| 13            | 5. Dez. 1964  | Traschwand      | Mondsee                 | 14,195      | linke Richtungsfahrbahn  |
| 14            | 5. Dez. 1964  | Seewalchen      | Straß                   | 13,400      | linke Richtungsfahrbahn  |
| 15            | 5. Dez. 1964  | Straß           | Traschwand              | 02,500      | linke Richtungsfahrbahn  |
| 16            | 5. Dez. 1964  | Regau           | Seewalchen              | 10,769      | linke Richtungsfahrbahn  |
| 17            | 10. Dez. 1965 | Amstetten-West  | Ennsdorf                | 29,176      |                          |
| 18            | 22. Dez. 1966 | Wien-Auhof      | Pressbaum               | 13,930      |                          |
| 19            | 12. Mai 1967  | Amstetten-Ost   | Amstetten-West          | 13,494      | letzte Lücke geschlossen |

## Streckenverlauf
Die Westautobahn beginnt im Wiental in Weidlingau und steigt unmittelbar in Seitengräben des Wientals bergan, bis es beim Wienerwaldsee das Wiental an dessen Südflanke wieder erreicht. Westlich von Pressbaum biegt das Betonband wiederum in Seitengräben ab, um bei Steinhäusl auf einem Höhenrücken zwischen Lengbach und Nagelbach in das Lengbachtal zu fallen und schließlich in Altlengbach in das Laabenbachtal einzubiegen. Nach Gegensteigung strebt die Westautobahn südlich von Böheimkirchen, stets kleine nach Norden strebende Bachtäler im Hügelland kreuzend, ins Traisental hinab zum Knoten St. Pölten.
Die Autobahn quert das breite Traisental, quert die Höhenrücken zum und zwischen Pielachtal und Sierningtal und erreicht schließlich bei Loosdorf das weite untere Pielachtal. Südlich an Melk vorbei erreicht die Westautobahn das Donautal, dem sie nun – ausgenommen die Abkürzung über das hügelige Hinterland von Krummnußbaum nördlich Wieselburgs – an dessen Übergang in das Alpenvorland folgt. Bei Kemmelbach fällt die Trasse ins Ybbstal ab, quert es und beginnt bei Blindenmarkt den Aufstieg in die Strengberge. Bei St. Valentin führt eine beachtliche Rampenstrecke ins Ennstal und Donautal hinab, dem bis südlich von Linz wiederum am südlichen Hügellandsaum gefolgt wird. Am Schiltenberg fällt die Linienführung ins Trauntal ab, das sie westlich von Ansfelden nach dem Knoten Haid wieder verlässt. Nunmehr geht es, teils Höhenzüge, teils Bachtäler des Voralpenlandes ausnützend, Richtung Südwesten, wobei die Alm bei Vorchdorf, die Traun bei Laakirchen, die Aurach bei Aurachkirchen gekreuzt werden müssen. An den Alpenfuß westlich von Gmunden heranrückend, wird der Nordzipfel des Attersees erreicht. Im hügeligen Hinterland seines Westufers geht es weiter südlich in einem breiten Becken bis Oberwang, dann hinab zum Nordostufer des Mondsees, wo wieder die Westrichtung eingeschlagen wird. Hoch über dem Ufer wird der Ort Mondsee umrundet, an dessen Nordflanke dem Tal der Fuschler Ache Richtung Salzburg gefolgt und schließlich bei Eugendorf der Abstieg ins Salzachtal in Angriff genommen. Die Salzach wird mit einer Vedute von Salzburg überbrückt, in weiterer Folge die Stadt weiträumig im Westen im weiten Becken umfahren und zu guter Letzt der Anstieg auf den Walserberg, Höhenrücken und Staatsgrenze zum Bayerischen Saalachtal, erreicht.

## Unfälle
Am 21. August 2000 gegen drei Uhr morgens ereignete sich bei Pöchlarn im Bezirk Melk ein schweres Busunglück. In einem Gegenverkehrsbereich schlitzte der Anhänger eines schleudernden Lkw das obere Deck eines deutschen Doppeldeckerbusses auf, dabei wurden acht Jugendliche getötet und 23 weitere zum Teil schwer verletzt. Der Lkw-Lenker war in dem schmalen Baustellenbereich durch Unaufmerksamkeit ins Schleudern geraten. Nach dem Unglück wurde Kritik an Gegenverkehrsbereichen in Autobahnbaustellen in Österreich laut. Der Lkw-Fahrer wurde sieben Monate später wegen fahrlässiger Tötung in acht Fällen zu einer bedingten Freiheitsstrafe von sechs Monaten sowie einem zehnmonatigen Führerscheinentzug verurteilt.

## Nebelgefahr
Der rund zehn Kilometer lange Streckenabschnitt zwischen Regau und Seewalchen im oberösterreichischen Seengebiet ist das nebelgefährlichste Autobahnstück Österreichs: Dort ereigneten sich zwischen 1997 und 2001 aufgrund aufziehender Nebelbänke, in denen die Sicht schlagartig auf beinahe null zurückging, 103 Verkehrsunfälle mit Personenschaden. Als es am 30. September 2002 innerhalb dieses Abschnittes nebelbedingt zu gleich vier Massenkarambolagen auf beiden Fahrtrichtungen mit acht Toten und 57 Verletzten kam, wurde in diesem Gebiet eine Nebelwarnanlage (die einzige ihrer Art in Österreich) installiert, die seit Herbst 2004 im Vollbetrieb ist: Die Sichtweite entlang des Autobahnabschnitts wird mit speziellen Geräten alle 600 Meter gemessen. Sobald ein bestimmter Wert unterschritten wird, wird automatisch eine Warnung ausgelöst und die Autobahnmeisterei Seewalchen alarmiert. Dort oder bei der Tunnelwarte in Wels geben die Mitarbeiter den entsprechenden Warnhinweis in den Computer ein, der in der Folge auf den Anzeigetafeln auf der A 1 erscheint. Trotzdem hat sich die Gesamtzahl der nebelbedingten Unfälle bis heute nur geringfügig reduziert.

## Teststrecken mit Tempolimit 140 km/h

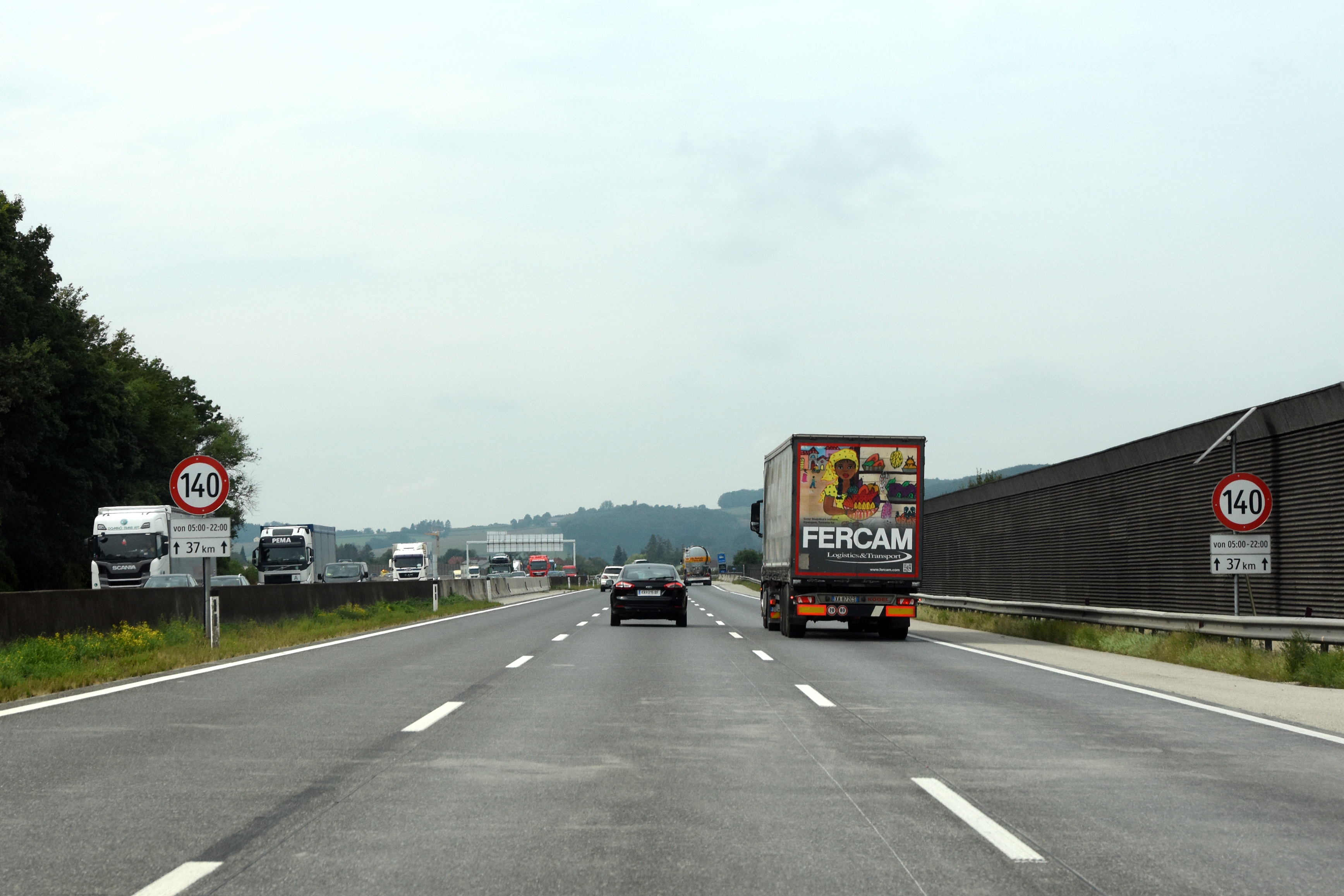
140 km/h-Abschnitt westlich von Pöchlarn

Ab 1. August 2018 galt auf zwei insgesamt 120 Kilometer langen Abschnitten – zwischen Melk und Oed in Niederösterreich sowie zwischen Haid und Sattledt in Oberösterreich – zwischen 5 und 22 Uhr testweise eine Höchstgeschwindigkeit von 140 km/h für PKW. Im Juli 2019 wurde von „teilweise sehr positiven“ Ergebnissen des Testbetriebs berichtet. So sei die Umweltbelastung nicht gestiegen, auch die CO2- und Stickoxid-Steigerung liege bei „marginalen“ ein bis zwei Prozent. Die Zahl der Unfälle halbierte sich (NÖ: von durchschnittlich 4,6 pro Monat auf 2,2; OÖ: von monatlich 1,2 auf 0,5). Der nur geringfügigen Steigerung der Umweltbelastung widerspricht allerdings Greenpeace mit der Begründung, dass im Gutachten auch die Belastung der LKW miteinbezogen wurde, obwohl diese von der Tempoerhöhung nicht betroffen sei. Nach deren Berechnungen betrage die Erhöhung 3,5 bzw. 3,6 Prozent. Das Testprojekt wurde am 1. März 2020 wegen erhöhter Umweltbelastung beendet.

## Temporeduktion in St. Pölten gefordert
Seit etwa 2002 wird von St. Pöltnern im Gebiet der Stadt eine Geschwindigkeitsreduktion auf 100 km/h gefordert. Auf allen Stadtautobahnen in anderen Landeshauptstädten gilt Tempo 80. Vizebürgermeister Harald Ludwig (SPÖ) berichtet von 20 Jahren Kompetenzstreit zwischen Landesregierung und Verkehrsministerium. Das „Komitee für Energieeffizienz und Lebensqualität entlang der A1 in St. Pölten“ fordert Umweltministerin Leonore Gewessler auf, auf 12 km Tempolimit 100 zu verordnen und kündigt für Dienstag, 24. Mai 2022, 11.00 Uhr eine Langsamfahraktion mit der gesetzlichen Mindestgeschwindigkeit auf allen 3 Fahrspuren zwischen den zwei Anschlüssen Süd und Ost an.

## Rezeption
Der Salzburger Autor Wolfgang Kauer hat in seinem Epos Der Geisterfahrer der Westautobahn ein literarisches Denkmal gesetzt, in Form des Inneren Monologs eines Autofahrers. Der ebenfalls aus Salzburg stammende Wolf Haas lässt in seinem Krimi Müll seinen Privatdetektiv Brenner mit überhöhter Geschwindigkeit auf der Westautobahn von Wien nach Salzburg brausen.